# Стамбедар
Стамбедар је ненасељено острвце у хрватском дијелу Јадранског мора. Налази се у групи Паклених отока у средњој Далмацији око 2 km испред увале Виноградишће на острву Свети Клемент. Његова површина износи 0,030 km², док дужина обалске линије износи 0,71 km. Највиши врх је висок 31 m. Административно припада Граду Хвару у Сплитско-далматинској жупанији.